# Lidbergsgrottorna
Lidbergsgrottorna är ett naturreservat som ligger ungefär 8 kilometer sydväst om Nordmaling och 3 kilometer väster om Aspeå. Inom reservatet finns precis som vid Storrisbergsgrottornas naturreservat ett flertal sprickgrottor (eller tunnelgrottor), som uppkommit genom rörelser i jordskorpan för flera miljoner år sedan, eller vid jordbävningar i samband med den senaste inlandsisens avsmältning.